# Stanguellini

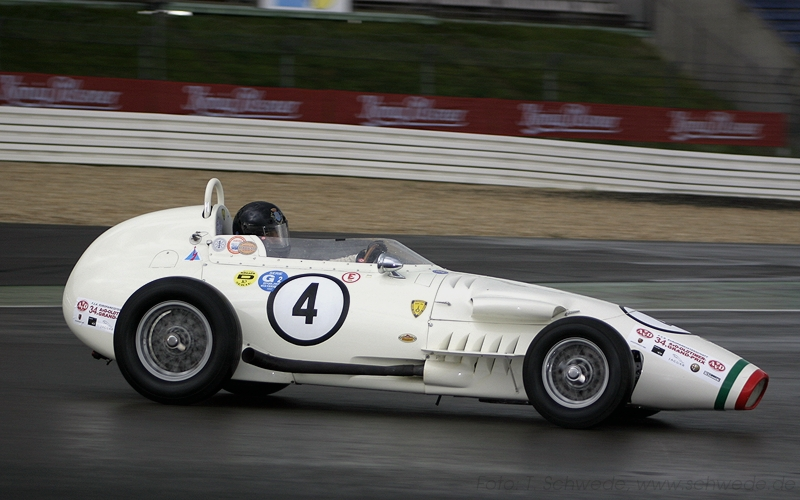
Formule Junior Stanguellini

De familie Stanguellini bouwde speciale auto's, racete ermee en verkocht ze onder hun eigen 
naam. Later werd het bedrijf een FIAT-dealerschap.

## Modellen
- Stanguellini 1200